# Дворец Адуана
Дворец Адуа́на (исп. Palacio de la Aduana — «Таможенный дворец») — историческое сооружение в Малаге. Располагается в историческом центре Малаги, рядом с Малагским парком. С 2014 года во дворце Адуана размещается Малагский музей.
Здание в стиле неоклассицизма по образцу итальянского палаццо было спроектировано Мануэлем Мартином Родригесом по заказу Карла III и предназначалось для размещения таможенной службы Малагского порта. Возведение дворца началось в 1791 году. В 1810 году недостроенный дворец был разграблен во время оккупации Малаги французской армией в ходе Пиренейских войн. После окончания военных действий дворец был восстановлен и его строительство продолжалось до 1829 года. В ходе строительства в изначальный проект были внесены многочисленные изменения.
В конце XIX века дворец Адуана был передан Королевской табачной фабрике, затем в нём размещалось городское правительство, а также определённое время представительство правительства Испании в провинции Малага и управление национальной полиции. С 2004 года во дворце Адуана также хранились фонды Малагского музея, лишившегося своего прежнего пристанища во дворце Буэнависта, где открылся Малагский музей Пикассо.
Здание неоднократно пострадало от сильных пожаров, повлёкших многочисленные человеческие жертвы. С 2009 года дворец передан министерству культуры и был отреставрирован для размещения Малагского музея.